# Fremanezumab
Fremanezumab, venduto con il marchio Ajovy, è un farmaco usato per prevenire l'emicrania. Viene somministrato per via sottocutanea. 
L'effetto collaterale più comune è il dolore e il rossore nel sito di iniezione. Altri effetti collaterali includono reazioni allergiche.  È nella classe di farmaci antagonisti del peptide correlato al gene della calcitonina.
È stato approvato per uso medico negli Stati Uniti d'America nel 2018. Il costo all'ingrosso negli Stati Uniti d'America a partire dal 2019 è di 369,90 USD al mese.

## Usi medici
Fremanezumab si è dimostrato efficace negli adulti con quattro o più attacchi al mese.

## Effetti collaterali
Gli effetti avversi più comuni sono reazioni nel sito di iniezione, che si sono verificate nel 43-45% delle persone negli studi (rispetto al 38% sotto placebo). Le reazioni di ipersensibilità si sono verificate in meno dell'1% dei pazienti.

## Interazioni
Fremanezumab non interagisce con altri farmaci antimicranici come triptani, ergotina e analgesici. Si prevede che generalmente abbia un basso potenziale di interazione perché non è metabolizzato dagli enzimi del citocromo P450.

### Meccanismo di azione
Fremanezumab è un anticorpo monoclonale completamente umanizzato diretto contro peptidi correlati al gene della calcitonina (CGRP) alfa e beta. Il preciso meccanismo d'azione non è noto. È l'unico anticorpo monoclonale anti-CGRP approvato che può essere somministrato con un intervallo trimestrale.

### Farmacocinetica
Dopo l'iniezione sottocutanea, fremanezumab ha una biodisponibilità del 55-66%. Le concentrazioni più elevate nel corpo vengono raggiunte dopo 5-7 giorni. Come altre proteine, la sostanza viene degradata dalla proteolisi in piccoli peptidi e aminoacidi, che vengono riutilizzati o escreti attraverso il rene. L'emivita di eliminazione è stimata tra 30 e 31 giorni.

## In Italia
Al 2024, il costo di una iniezione mensile da 225 mg è di circa 700 euro. Le indicazioni dell'AIFA per la rimborsabilità a carico del Servizio Sanitario Nazionale sono le seguenti:

## Storia
Fremanezumab è stato scoperto e sviluppato da Rinat Neuroscience, è stato acquisito da Pfizer nel 2006 e poi è stato concesso in licenza a Teva . È stato approvato dalla Food and Drug Administration degli Stati Uniti nel settembre 2018. Nell'aprile 2019, fremanezumab è stato approvato per la commercializzazione e l'uso nell'Unione Europea.
Il farmaco è stato ed è ancora in fase di valutazione per malattie diverse dall'emicrania, in cui la sostanza endogena CGRP è stata implicata nella patologia. Teva lo sta ancora sviluppando per il mal di testa a grappolo episodico, ma ha interrotto lo sviluppo di fremanezumab nel 2018 dopo che non è stato raggiunto l'endpoint primario di uno studio di fase III.